# Brasão de armas da Morávia

Brasão de Moravian - Águia da Morávia

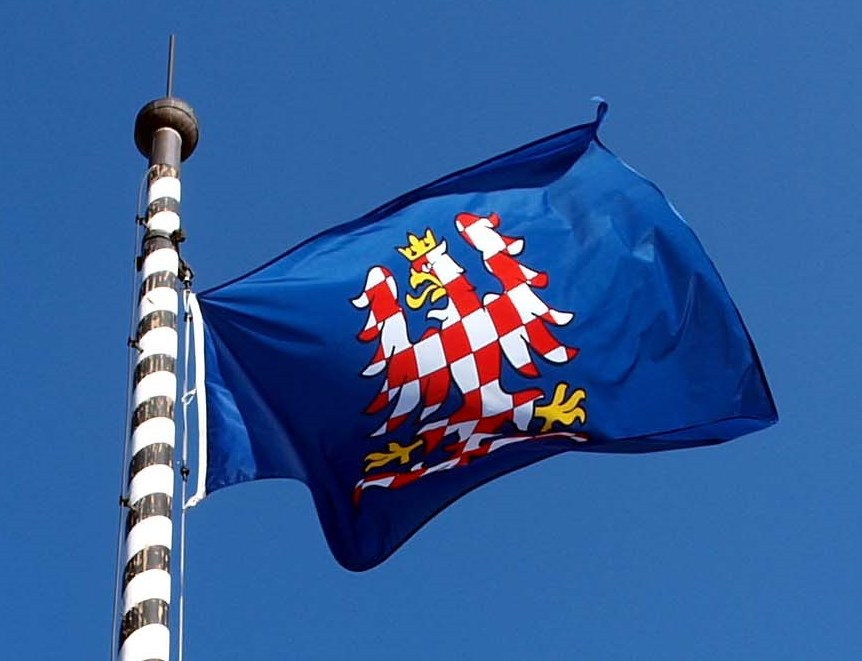
Um padrão de armas da Morávia

O brasão de armas da Morávia é usado há séculos para representar esta província, localizada na atual República Tcheca. O brasão da Morávia também está presente em um dos campos do maior brasão de armas do país. Ele é carregado com uma águia quadriculada vermelho-branca coberta com garras douradas e uma língua.
A partir de 1272, o brasão da Morávia também foi exibido no selo da cidade de Znojmo, com um 'Z' como escudo. Em 1758, Maria Theresa concedeu aos cidadãos de Olomouc o brasão da Morávia em reconhecimento pela defesa contra as tropas prussianas sob o comando do rei Frederico, o Grande, durante a Guerra dos Sete Anos, e depois com as iniciais 'F' (por Imperador Francisco I), 'M' e 'T' (para Maria Teresa).
De 1915 a 1918, a Águia da Morávia foi colocada em xadrez em vermelho e dourado, em vez de vermelho e prata tradicional, mas isso nunca foi popular entre os morávios.

## Águia da Morávia

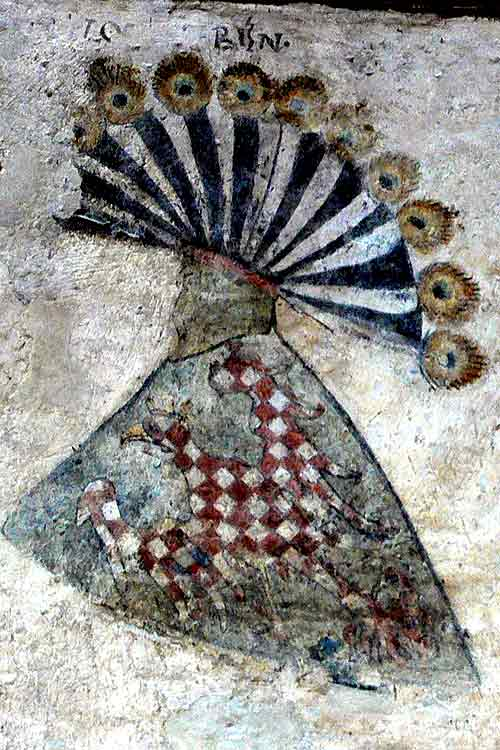
A representação em cores preservada mais antiga do brasão de armas do Margrave da Morávia (Gozzoburg)

A águia da Morávia, na sua forma atual, foi criada em meados do século XIII por Ottokar II da Boêmia. Este margrave da Morávia se tornou o rei da Boêmia e, além do leão de prata da Boêmia (originalmente da Morávia) no campo vermelho (recentemente) começou a usar a águia da Morávia quadriculada em prata no campo azul. A águia quadriculada vermelha prata com a coroa e a armadura de ouro (isto é, bico, língua e garras) em um escudo azul é capturada neste momento e depois capturada por obras de arte e documentos oficiais.

## As mais antigas representações coloridas da águia da Morávia
A representação de cores mais antiga da águia da Morávia pode ser encontrada no salão do castelo (palácio) da cidade de Gozzoburg, em Krems, porque Ottokar II da Boêmia reinou sobre os países austríacos.
O mais tardar na era luxemburguesa, a águia quadriculada vermelho-prata era considerada o brasão de armas do país da Morávia. Segundo alguns pesquisadores, essas cores foram derivadas das cores do Leão Boêmio (um leão de prata com um escudo vermelho) e expressaram o vínculo da Morávia com o Rei da Boêmia e a monarquia tcheca.

## Outras representações de cores antigas da águia da Morávia

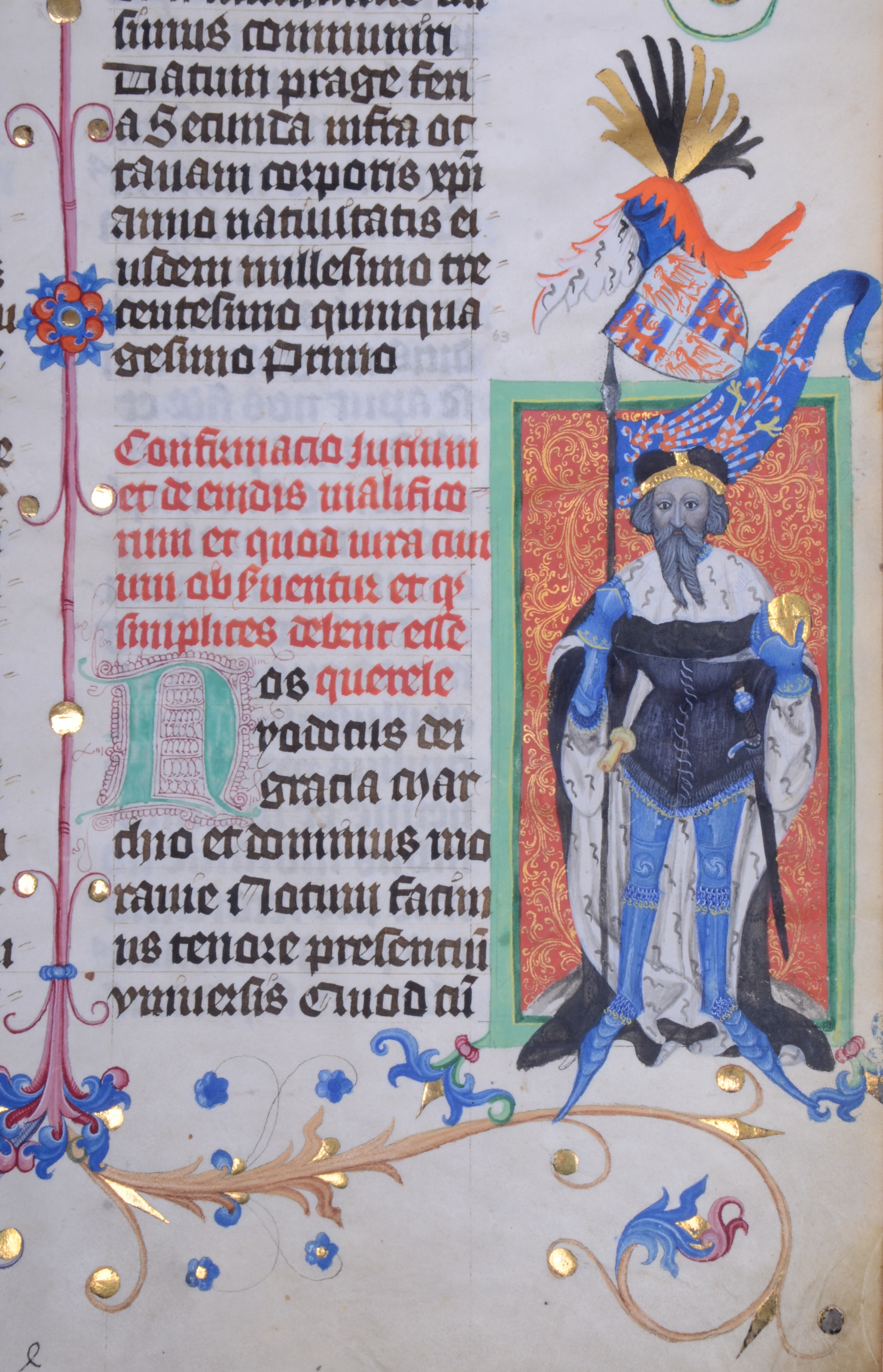
Job Moravian, miniatura no Codex Gelnhausen

A galeria do brasão de armas de Carlos IV remonta a 1361, no Castelo de Lauf, perto de Nuremberg, construído pelo imperador Carlos IV. em 1356, na estrada do Reich, entre Praga e Nuremberg, nas ruínas de um antigo castelo de Stauf. No brasão de armas, há brasões da Morávia e da Boêmia, de outros países, clérigos, nobres e cidades na galeria do brasão de armas. El mural del águila de Moravia también se encuentra en la parte posterior de la entrada de la habitación en el primer piso de la gran torre del castillo de Karlštejn.

## Livro jurídico do Jihlava
Muitas representações da águia da Morávia representam iluminações no livro jurídico do Jihlava (Codex Gelnhausen) início do século XV (1407), escrito por um advogado Jan de Gelnhausen em menos de dez anos.
A águia da Morávia é usada aqui na decoração heráldica do texto, nos escudos, nos ornamentos dos cavalos, mas também nos estandartes que carregavam as gravuras da Morávia e dos reis boêmios dos séculos XIII a XV, representados em o privilégio de cada cidade. emitidos por eles: Margrave da Morávia de 1228 a 1239 Přemysl, rei da Boêmia de 1230 a 1253 Wenceslas I, Margrave da Morávia de 1247 a 1278 e rei da Boêmia de 1253 a 1278 Přemysl Otakar II, Margrave da Morávia de 1333 a 1349 Carlos I, rei da Boêmia de 1346 a 1378 e o imperador romano de 1355 a 1378 Carlos IV, o Margrave da Morávia de 1349 a 1375 João Henrique, o Margrave da Morávia de 1375 a 1411 e o rei romano de 1410 a 1411 Jošt do Luxemburgo , também conhecido como morávio. Ele aparece aqui sozinho e com o leão boêmio.

## A mais antiga menção escrita da águia da Morávia
A primeira menção escrita à águia da Morávia pode ser encontrada na crônica versada em Ottokar Styria, que descreve os eventos que ocorreram na Europa central desde meados do século XIII até o final da primeira década do século XIV.
Durante a Batalha de Kressenbrunn, em 12 de julho de 1260, na qual as tropas do rei boêmio e o margrave da Morávia Ottokar II da Boêmia conquistaram as tropas do rei húngaro Bela IV, ele está ao lado da bandeira da Boêmia (leão branco no campo Vermelho): „in einem rȏten samît ... ein lewe wîz" descreve a bandeira da Morávia (águia quadriculada branco-vermelha): „ein geschâchzabelten arn von rȏter und von wîzer varbe“. Crónica de Ottokar Styria, verso 7259-7268: "Hern Dietrich Spatzmanen / sach man die banier leiten: / in einem rȏten samît breiten / was gewohrt ein lewe wîz. / ouch heten ir baniere flîz, / die von Merhaeren wârn: / ein geschâchzabelten arn / von rȏter und von wîzer varbe / sach man ob in begarbe / waejen von dem winde.".

## O escudo de armas do imperador Federico III Habsburgo

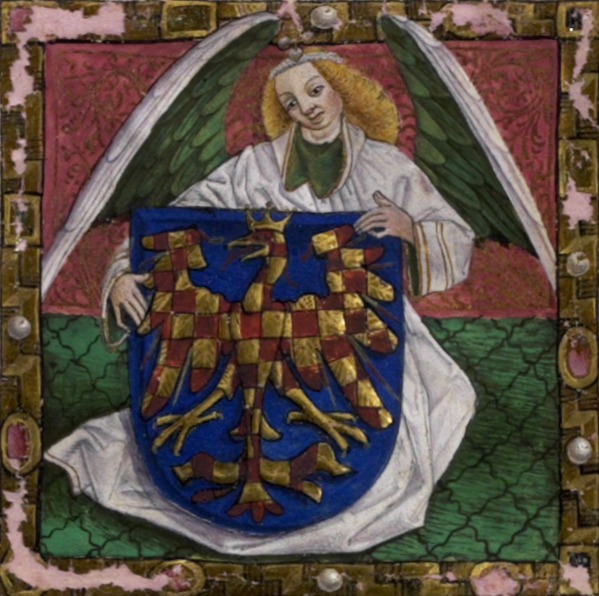
Miniatura com o escudo de armas de 1462 emitido por Federico III. Habsburgo

Carta de armadura (privilégio de sinal) do imperador romano Federico III. publicou o 7 de dezembro de 1462 pela iniciativa do governador da Morávia e do reino da Boêmia, Henri de Lipá, trocou o tinteiro da platina original da águia da Morávia trocando os campos de pedra do oriente por um oro, criando como novo escudo de armas corporativo ("color albus en glaucum sive aureum transmutetur" (color blanco cambiado a amarillo u dorado)).
A emissão é um projeto de influência internacional nos momentos difíceis do reinado de Jorge de Podrady e da interferência nos conjuntos internos da Corona da Boêmia desde Federico III. Habsburgo lo otorgó nos dominios da Moravia como imperador romano. Morávia, embargo ao pecado, era parte da coroa da Boêmia e, depois do imperador e rei Carlos IV. emite leyes para tomar tal ação, monarca romano sem autoridade de autoria, porque a Morávia está localizada no estado direto do reino da Boêmia.

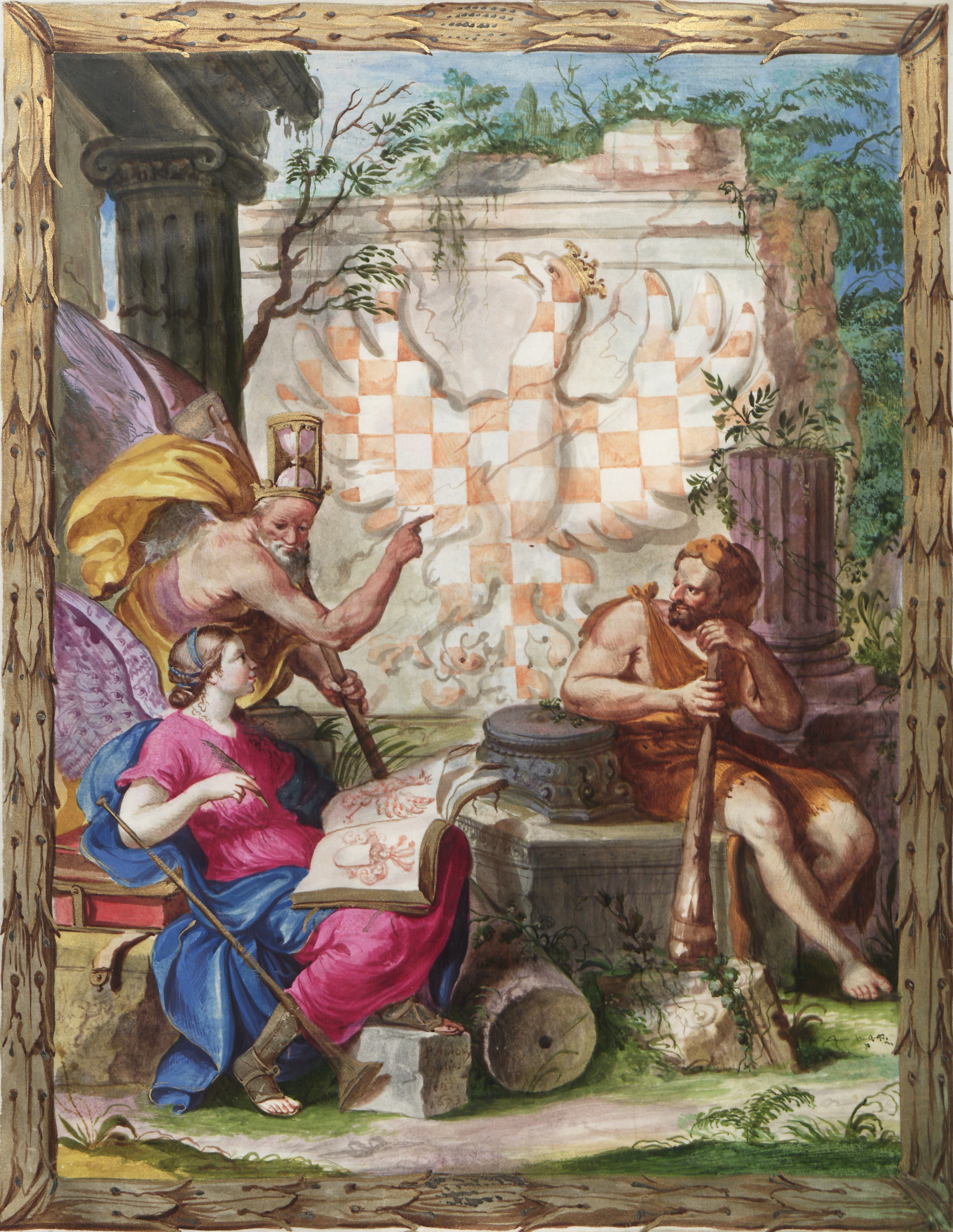
Livro do Estado do Caballero de 1671. O desenho de Antonín Martin Lublinský em 2018 se integra ao tema de um resumo apresentado durante a exposição Morávia como parte do Estado checo

Este privilégio imperial não foi confirmado por George de Poděbrady e não corresponde ao uso normal. A Carta era válida porque todos os requisitos legais não eram efetivos. Em 1628, a carta exibida na lista de privilégios, que não existe em contrário, é o sistema provincial emitido, e, se for o caso, como muitos outros privilégios "inofensivos" e mais antigos antigamente confirmados formalmente por Fernando II, abordando explicitamente. Sem embargo, o privilégio de Federico antes ou o de 1628 não foi efetivado sobre o escudo de armas da Morávia, como demonstrou os artifícios parlamentares publicados desde 1838, os registros provinciais de 1545, 1562, 1604 e 1628.
Ele está confirmado, por exemplo, na cópia imperial do manuscrito do mapa de Müller da Morávia de 1714-1716, que foi dedicado ao imperador Carlos VI.
O nome de quem a águila mostra o desenho do platô no escudo azul é um sinal da Margraviato da Morávia também confirmada oficialmente pelos decretos imperiais da segunda mitigação do símbolo XVIII e a primeira mitada do símbolo XIX. Se o câmbio for na cor da águia da Morávia por um documento de Federico III. Desde o princípio, como um câmbio do emblema nacional, entra todos os itens que são decretados atos seriais imperiais que abolem as disposições deste escudo de armas.
O escudo de armas descrito no privilégio de Federar após a tarde, um multa do símbolo XVIII, é especialmente a partir da primeira etapa do símbolo XIX, o escudo de armas da Morávia (algunos autores, advogados, partidos, funcionários ... ) No caso de Bohemia, ele não aplicou como um elemento fortalecedor e unificador de estado, como as cores do leão boêmio e a águia da Morávia desde mediados pelo símbolo XIII, sino como um objeto de perturbação. Esta situação é intensificada especialmente após 1848, com a dobra de coloração dos símbolos utilizados pelos morvos e pelas autoridades regionais causadoras de disputas. A Carta não é, por si só, um projeto do projeto de um estado mutável, mais grave que uma interferência de poder externo com tendências centrífugas.

## Siglo XIX
O símbolo do escudo de armas da Morávia ocorre normalmente na carta de armadura de 7 de dezembro de 1462, nas formas da Morávia, que convenceu um problema solo no símbolo XIX. O escudo de armas centenário e oficialmente válido era a águila de ajedrez rojado com uma coroa dourada e uma armadura no escudo azul. A carta do dia 7 de dezembro de 1462, não tem nenhum resultado cumulativo na prática, mais tarde, especialmente desde os mediados do símbolo XIX, permite o uso da águila nos quadros de dor e dormentes por parte das autoridades provinciais. Em finais do símbolo XVIII, os representantes da administração provincial da Morávia adotam a concessão da carta, especialmente a partir dos anos de formação e dos anos seguintes do século XIX. Ele irá luchar cada vez mais para o reconhecimento do escudo de armas pela parte do Imperador. Não foi possível reconectar até 1915. Sem embargo, as algas das declarações de autoridades de Viena mostram que o uso da águila nos quadros de dor e dormentes não é obstaculizado. No largo do símbolo XIX, a era da pregação é um escudo de armas válido no início oficial de Federico III. Habsburgo tem prioridade antes do escudo de armas históricas usado e confirmado pela Moravia.

## Siglo XX
No ano de 1915, a águila dos quadros de platina e o arco-íris são utilizados no escudo de armas grandes e mediano da Áustria-Hungria. Em 1915, o pai de uma águia que representa o escudo de armas da Morávia e o escudo de armas do medio se trocam as placas de um lugar ou outro, se pegando em outubro de 1915, anunciam-se publicamente um câmbio no escudo nacional austríaco.
Por exemplo, em 1915, criou o escudo de armas para a Áustria (anteriormente um nome de domínio não oficial para "Reino e Terra Representados no Conselho Imperial de Viena"), sempre um nome que enfatiza a importação do governo central, no que o escudo de armas da Morávia introduziu a águia do dragão em outro lugar (neste momento, nos reinos e países do Conselho Imperial de Viena representados, utilizando o escudo de armas de toda a Áustria-Hungría e a Hungría (Tierras de Corona de San Stephen) usando o escudo de armas húngaro. Estos escudos de armas se utilizaron en los años 1915-1918.

## República checoslovaca
Despedida da criação de Checoslovaquia, o escudo de armas da Morávia, que passou a formar parte do escudo de armas estatais da República Checoslovaca, volvida para o platô. Desde 1918, a águila com armações no escudo de armas da Moravia produz um unirse de cor rojo plateado. Este foi confirmado pela Lei Constitucional 252/1920 Sb. da República Checoslovaca, 30 de março de 1920, e nos últimos tempos, com a criação de República Checa, Ley 3/1993 (livro estatístico de leis), no sentido da Constituição da República Checa, que estabelece claramente Bohemia, Moravia e Silesia.

## República Checa
O escudo de armas da Morávia é agora parte do escudo nacional de armas da República Checa, descrito na Ley de Símbolos do Estado da República Checa: "Trimestral, primer e cuarto gules, um leão rampante, argentino de doble cola coronado , armado e languidecido (para Bohemia), segundo cuarto azul, águila exibiu gules chequy e argentina, armado e languidecido (para Moravia), tercer trimestre, uma águila exibiu sable coronado dos primeros gules armados y languidecidos, en su pecho un media luna trébol y una ballesta argent (para Silesia) ".

## Siglo XXI

### Escudo de armas das regiões
Despachos da criação, as novas regiões obtêm o direito de solicitar a Câmara de Deputados do Parlamento da República Checa, um escudo de armas e uma banda. O Subcomitê de Heráldica e Vexilologia da Câmara de Diputados recomendou nas regiões que o tengan en cuenta no escudo de armas (e banderas) na afiliação histórica nos países de origem. As regiões da Boêmia recomendam o leão boêmio, a região da Morávia-Silésia, a águila da Silésia, as regiões da Morávia e as regiões dos países onde a Morávia é a águia da Morávia. A águia da Morávia, neste escudo de armas, considera uma arma de fogo quadrada, que se baseia no escudo de armas do Reino da Boêmia e no escudo de armas da monarca austrohúngara.

Escudo de armas da região de Pardubice.
Escudo de armas da região de Vysočina.
Escudo de armas da região da Morávia do Sul.
Escudo de armas da região de Olomouc.
Escudo de armas da região de Moravia-Silesia.
Escudo de armas da região de Zlín.

### Escudo de armas da região da Morávia do Sul
O escudo de armas da região da Morávia do Sul tem águilas. No primeiro campo do escudo descortinado, selecione uma árvore da Morávia e o campo da árvore coronária de ajedrez rojo dorado com armadura de oro. Ele corresponde à faixa de região, que mostra a águila da Morávia no campo azul do pólo superior da hoja cortada nos quartos e no campo azul aleteo inferior da águila coronada à cuadros amarillo-rojo com armadura amarilla.
O leão boêmio, a águia silésia e a águia de Moravia, filho de figuras heráldicas e vexilológicas únicas. Não é necessário exibir com mais detalhes.